# Щербинин, Григорий Илларионович
Григорий Илларионович Щербинин — советский хозяйственный, государственный и политический деятель, Герой Социалистического Труда.

## Биография
Родился в 1895 году в селе Берёзовка. Член КПСС.
До революции — батрак, участник Гражданской войны. С 1925 года — на хозяйственной, общественной и политической работе. В 1925—1965 гг. — организатор колхоза, звеньевой зернового полеводческого звена, активист «ефремовского движения», колхозник колхоза имени Ворошилова Краснощёковского района Алтайского края.
Указом Президиума Верховного Совета СССР от 6 мая 1950 года присвоено звание Героя Социалистического Труда с вручением ордена Ленина и золотой медали «Серп и Молот».
Делегат XX съезда КПСС.
Умер в Берёзовке в 1969 году.